# Linus Okok Okwach
Linus Okok Okwach (* 20. Oktober 1952 in Kisumu; † 12. September 2020 ebenda) war ein kenianischer Geistlicher und römisch-katholischer Bischof von Homa Bay.

## Leben
Linus Okok Okwach empfing nach seiner theologischen Ausbildung am 10. Dezember 1980 die Priesterweihe.
Papst Johannes Paul II. ernannte ihn am 18. Oktober 1993 zum ersten Bischof des mit gleichem Datum errichteten Bistums Homa Bay. Die Bischofsweihe spendete ihm der Kardinalpräfekt der Kongregation für die Evangelisierung der Völker, Jozef Tomko, am 31. Dezember desselben Jahres; Mitkonsekratoren waren Erzbischof Clemente Faccani, Apostolischer Pro-Nuntius auf den Seychellen und in Kenia, und Zacchaeus Okoth, Erzbischof von Kisumu.
Am 20. Februar 2002 nahm Johannes Paul II. seinen vorzeitigen Rücktritt an.